# Strange Weather (EP)
Strange Weather je pětipísňové extended play anglické zpěvačky Anny Calvi. Vydáno bylo 15. července roku 2014 společností Domino Records a jeho producentem byl Thomas Bartlett. Dále se na albu podíleli například Nico Muhly a David Byrne, který svým zpěvem přispěl do dvou písní. Deska byla nahrána v New Yorku a mastering proběhl v Londýně, konkrétně ve studiu Abbey Road Studios.

## Seznam skladeb
| Pořadí | Název                          | Autor                 | Původní interpret | Délka |
| ------ | ------------------------------ | --------------------- | ----------------- | ----- |
| 1.     | Papi Pacify                    | FKA twigs, Arca       | FKA twigs         | 4:22  |
| 2.     | I’m the Man That Will Find You | Connan Mockasin       | Connan Mockasin   | 4:56  |
| 3.     | Ghost Rider                    | Martin Rev, Alan Vega | Suicide           | 2:42  |
| 4.     | Strange Weather                | Keren Ann             | Keren Ann         | 5:32  |
| 5.     | Lady Grinning Soul             | David Bowie           | David Bowie       | 3:56  |

## Obsazení
- Anna Calvi – zpěv, kytara
- David Byrne – zpěv
- Thomas Bartlett – klávesy, klavír, bicí
- Ben Perowsky – bicí
- Matt Johnson – bicí
- Rob Moose – housle, viola
- Nico Muhly – aranžmá